# Dymasius
Dymasius es un género de escarabajos de la familia Cerambycidae.

## Especies
- D. angustatus (Pic, 1925)
- D. argenteolus  Holzschuh, 2017
- D. asperulus  Holzschuh, 2006
- D. aureofulvescens  Gressitt & Rondon, 1970
- D. austroindicus  Miroshnikov & Gouverneur, 2019
- D. barclayi  Miroshnikov, 2018
- D. bicuspis  Holzschuh, 2006
- D. borneoensis  Miroshnikov & Heffern, 2020
- D. brevipes  Holzschuh, 1991
- D. carbonarius  Jacquot, 2019
- D. carinipennis  Holzschuh, 1991
- D. cos  Holzschuh, 1998
- D. cuneatulus  Holzschuh, 2005
- D. curatus  Holzschuh, 2020
- D. duplus  Holzschuh, 2017
- D. elegantum  Holzschuh, 2016
- D. exilis  Holzschuh, 1991
- D. fedorenkoi  Miroshnikov, 2016
- D. flavimembris  Hüdepohl, 1989
- D. fulgens  (Schwarzer, 1926)
- D. gilvago  Holzschuh, 1999
- D. gracilicornis  (Gressitt, 1951)
- D. granulicollis  Gressitt & Rondon, 1970
- D. hefferni  Holzschuh, 2005
- D. huedepohli  Tavakilian & Nearns, 2014
- D. indigus  Holzschuh, 2008
- D. kallimorphis  Jacquot, 2021
- D. lineolatus  Holzschuh, 2015
- D. lubosi  Miroshnikov, 2019
- D. lumawigi  Hüdepohl, 1990
- D. lundbergi  Hüdepohl, 1998
- D. luteoargenteus  Jacquot, 2021
- D. macilentus  (Pascoe, 1859)
- D. maculatus  Gressitt & Rondon, 1970
- D. makarovi  Miroshnikov, 2017
- D. mandibularis  (Gahan, 1891)
- D. medvedevi  Miroshnikov, 2019
- D. minor  Gahan, 1906
- D. miser  Holzschuh, 2005
- D. moestulus  Holzschuh, 2005
- D. murzini  Miroshnikov, 2017
- D. niger  Gressitt & Rondon, 1970
- D. nimbatus  Holzschuh, 1991
- D. nodifer  Holzschuh, 2005
- D. ornatus  (Gressitt & Rondon, 1970)
- D. prominor  Gressitt & Rondon, 1970
- D. querceus  Holzschuh, 2015
- D. simplex  Gressitt & Rondon, 1970
- D. solodovnikovi  Miroshnikov, 2018
- D. sticheri  (Hüdepohl, 1989)
- D. strigosus  Thomson, 1864
- D. subvestitus  Holzschuh, 1984
- D. sumbaensis  Franz, 1972
- D. tatianae  Miroshnikov, 2018
- D. turgidulus  Holzschuh, 1991
- D. verticosus  Holzschuh, 2010
- D. vitreus  Pascoe, 1885
- D. ysmaeli  Hüdepohl, 1990